# خمده
خمده، روستایی از توابع بخش مرکزی شهرستان فیروزکوه در استان تهران ایران است. زبان رایج در خمده مازندرانی است.

## جمعیت
این روستا در دهستان شهرآباد قرار دارد و براساس سرشماری مرکز آمار ایران در سال ۱۳۸۵، جمعیت آن ۲۵۵ نفر (۶۳خانوار) بوده‌است.